# Novo Szelo (Oszlomej)
Novo Szelo (macedónul: Ново Село, albánul Novosella) település Észak-Macedóniában, a Délnyugati körzet Kicsevói járásában, 2013-ig az Oszlomeji járás része volt, ami teljes egészében beolvadt a Kicsevói járásba.

## Népesség
| Lakosok száma | 311  | 326  | 316  | 238  | 220  | 60   | 170  | 143  | 38   |
|               | 1948 | 1953 | 1961 | 1971 | 1981 | 1991 | 1994 | 2002 | 2021 |

2002-ben 143 lakosa volt, akik közül 141 albán és 2 macedón.